# Damned (romance)
Damned é um romance de 2011 de Chuck Palahniuk. Uma continuação do romance, Doomed, foi lançada em 2013.

## Trama
O romance começa com Madison "Maddy" Spencer, de 13 anos, acordando no Inferno, incerta dos detalhes que cercam sua morte. Ela acredita que morreu de overdose de maconha enquanto seus pais famosos estavam na cerimônia do Oscar. Maddy rapidamente conhece seus companheiros de cela próximos. O grupo (vagamente modelado nos arquétipos dos personagens de The Breakfast Club, ou seja, um roqueiro, um nerd, uma beldade e um atleta) leva Maddy para um passeio pelo Inferno.O romance começa com Madison "Maddy" Spencer, de 13 anos, acordando no Inferno, incerta dos detalhes que cercam sua morte. Ela acredita que morreu de overdose de maconha enquanto seus pais famosos estavam na cerimônia do Oscar. Maddy rapidamente conhece seus companheiros de cela próximos. O grupo (vagamente modelado nos arquétipos dos personagens de The Breakfast Club, ou seja, um roqueiro, um nerd, uma beldade e um atleta) leva Maddy para um passeio pelo Inferno.
No Inferno, Madison trabalha como telemarketing, ligando para os vivos durante as refeições para fazer perguntas idiotas de pesquisas. Na maioria das vezes, apenas os doentes terminais e os idosos respondem às pesquisas de Madison e eles ficam encantados por ela, tanto que ela os convence a cometer pecados mortais para que possam passar a eternidade no Inferno com ela. Madison se torna a principal recrutadora de almas para os condenados e começa a reunir um exército de admiradores e amigos com os quais ela conquista todos os "valentões" do Inferno, incluindo Adolf Hitler, Vlad, o Empalador, Ethelred II e Catarina de Médici. Ela usa seu novo exército para embelezar o inferno e ordena que eles pintem os morcegos para fazê-los parecer mais com pássaros, drenar um lago de saliva, etc. O poder de Madison se torna tão grande que, eventualmente, o próprio Satanás tenta convencê-la de que ela é uma de suas próprias criações, especialmente projetada para atrair almas para seu domínio.
Ao longo do romance, as interações de Madison com os vivos e os mortos são retratadas enquanto ela tenta juntar os pedaços dos eventos que cercam sua morte e descobrir a melhor forma de lidar com as terríveis circunstâncias. Ela finalmente descobre que foi acidentalmente estrangulada até a morte por seu irmão adotivo, Goran, em um jogo de asfixia erótica que ela aprendeu enquanto frequentava o internato.
Assim que Madison começa a criar seu próprio nicho, ela descobre que foi enviada para o Inferno por engano e pode ir para o céu, se assim desejar. Em vez disso, ela opta por ficar no Inferno. O romance termina com um suspense quando Madison vai confrontar Satanás, sugerindo que suas aventuras continuarão em uma sequência.

## Produção
O romance é baseado na estrutura dos romances de Judy Blume, particularmente Are You There God? It's Me, Margaret. O romance foi escrito por Palahniuk como uma forma de lidar com a morte de sua mãe por câncer de pulmão em 2009.
Palahniuk descreveu o romance como "se The Shawshank Redemption tivesse um filho de The Lovely Bones e ele fosse criado por Judy Blume." e "é como The Breakfast Club ambientado no Inferno."